# Just Ušaj
Just Ušaj, slovenski čebelar, sadjar in vinogradnik, * 1. november 1890, Plače, † 11. januar 1971, Ljubljana.

## Življenje in delo
Po končani osnovni šoli v Vipavskem Križu (1900) je obiskoval  pripravnico v Šolskem domu v Gorici (1900–1902), realko v  Idriji (1902–1908) ter višjo šolo za sadjarstvo, vinogradništvo in vrtnarstvo  v Klosterneuburgu pri Dunaju (1908–1911). V letih 1911−1912 je bil zaposlen kot praktikant na veleposestvu pri Podlehniku, od 1912 do 1914 kot kletar in učitelj za vinogradništvo na kmetijski šoli v Bukovem (Srbija), 1914–1919 kot referent za kmetijstvo ter kletar v Danilovgradu (Črna gora) in Smederevu (Srbija), 1919–1924 kot deželni potovalni učitelj za kmetijstvo v Gorici.
Leta 1924 so ga Italijani odpustili, zato je osnoval trgovino Vinagraria v Gorici. V okviru zadružne zveze in založbe Goriška matica je deloval na kulturno–prosvetnem področju, bil član ustanovnega in upravnega odbora Goriške matice ter njen urednik, a se je zaradi fašističnega nasilja leta 1930 vrnil v Jugoslavijo; postal je ravnatelj Smederevske vinarske zadruge v Smederevu in ostal na tem položaju do upokojitve leta 1955. V Srbiji je vodil organizacijo obnove vinogradov, sadovnjakov ter uvajal nove sorte in sodobno evropsko tehnologijo. Za zasluge je leta 1965 v Godominu pri Smederevu prejel častno diplomo in nagrado.
Napisal je knjigo Kmečko branje (1929) ter v letih 1920−1940 nad 500 člankov v razne časopise časopisje, mdr.: L'apiculture française (Pariz), Bolletino agrario (Gorica), Goriška straža, Pčelarstvo in druge, po letu 1945 pa npr. v revije Naš vrt in druge.